# Sabine Bohlmann

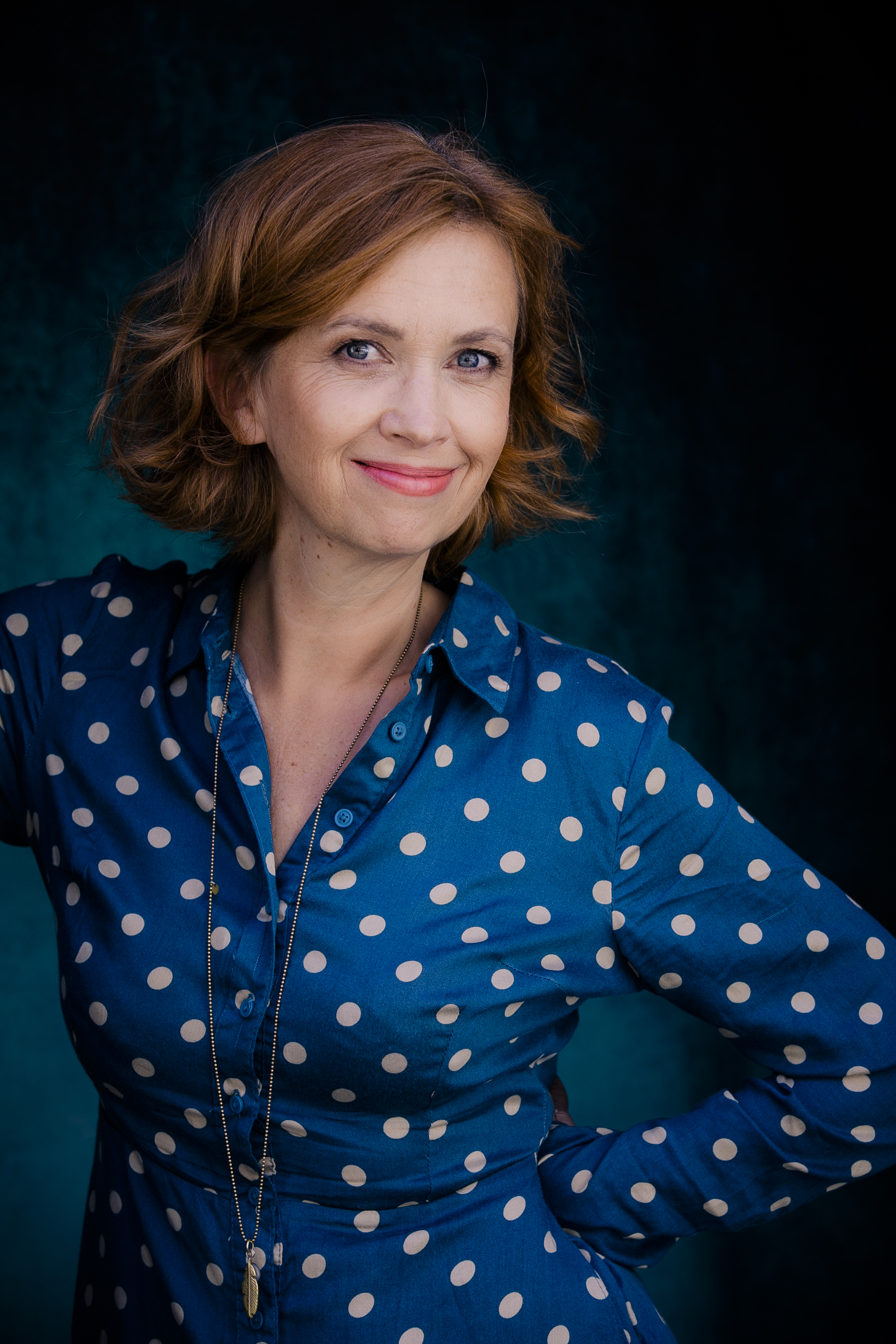
Sabine Bohlmann, 2022

Sabine Bohlmann (* 5. März 1969 in München) ist eine deutsche Buchautorin, Dialogbuchautorin, Synchronregisseurin, Filmschauspielerin, Hörspielsprecherin, Hörbuch- und Synchronsprecherin.

## Leben und Wirken
Sabine Bohlmann synchronisiert seit 1984 eine Vielzahl von Filmen fürs Kinderfernsehen. In den 1990er Jahren war sie in vielen Zeichentrickserien – zumindest als Gastsprecherin – zu hören. Aufgrund ihrer sehr hohen Stimme kommt sie auch hin und wieder bei der Synchronisation von Mädchen beziehungsweise Kindern zum Einsatz; hauptsächlich in Serien, ohne dabei auf bestimmte Schauspielerinnen festgelegt zu sein.
Sie synchronisiert seit 1991, dem deutschen Sendestart der TV-Serie, die Figur Lisa Simpson in der Zeichentrickserie Die Simpsons und auch im gleichnamigen Kinofilm Die Simpsons – Der Film von 2007.
In der Animeserie Sailor Moon sprach sie für die ersten 46 Folgen Usagi „Bunny“ Tsukino (Sailor Moon), in der vierten Staffel ParaPara vom Amazonen-Quartett sowie die Katze Diana und weitere kleine Nebenrollen. Für die Neuauflage dieser Serie, Sailor Moon Crystal, wurde sie 2015 ein weiteres Mal als deutsche Stimme für die Titelheldin verpflichtet. Einem weiten Publikum bekannt ist sie zudem als deutsche Stimme von Kenny McCormick in South Park. In dieser Serie spricht sie auch noch Ike Broflovski sowie vereinzelt andere kleine Nebenrollen. Im Anime Georgie sprach sie die Hauptrolle und in Disneys Gummibärenbande Cubbi Gummi. In der Zeichentrickserie Super Mario Bros. Super Show! lieh sie Prinzessin Toadstool ihre Stimme. 1999 synchronisierte sie das Rosa Bärchen in Käpt’n Blaubär sowie Cream the Rabbit in Sonic X im Jahr 2003. Im Anime Monster Rancher übernahm sie die Synchronisation der Holly, einem 15-jährigen Mädchen.
Bohlmann übernahm die Synchronisation des Pokémon Pikachu in der ersten Staffel der Serie Pokémon; nach den ersten 52 Folgen wurde sie von der japanischen Original-Synchronsprecherin ersetzt. Für den 20. Pokémon-Film Du bist dran übernahm Bohlmann noch einmal die Rolle von Pikachu. In der Animeserie One Piece übernahm sie die Synchronisation mehrerer Rollen, unter anderem Aissa, Kodama, Rika und Kamy.
In der australischen Sitcom Hey Dad! synchronisierte sie Sarah Monahan. In den Harry-Potter-Filmen synchronisiert sie die Maulende Myrte; für diese Rolle bekam sie 2006 Die Silhouette als beste Sprecherin in einem Film. Sie synchronisierte ebenfalls Ivyann Schwan als Trixie Young in Ein Satansbraten kommt selten allein. Der französischen Schauspielerin Vanessa Paradis lieh sie in drei Filmen ihre Stimme.
Des Weiteren trat sie in der deutschen Seifenoper Marienhof als Jenny Busch jahrelang auch vor der Filmkamera in Erscheinung. Weitere Auftritte in Fernsehserien fanden in Unser Charly, Mit Leib und Seele, Happy Holiday und anderen statt.
Seit 2004 ist Sabine Bohlmann als Autorin tätig und veröffentlichte seitdem mehr als 70 Bücher sowie einige Kinder-CDs, für die sie zudem die Songtexte schrieb. Zusammen mit der Jazz-Saxophonistin Carolyn Breuer hat sie eine Kinderjazz-CD mit dem Titel Der kleine Erdbär produziert. Dieses Jazzical wurde von 2007 bis 2011 als Kinderkonzert aufgeführt. Außerdem schreibt Sabine Bohlmann Synchron-Dialogbücher für verschiedene Auftraggeber und führt seit 2014 Regie.
Seit 2013 ist sie immer wieder als Sprecherin für die Augsburger Puppenkiste tätig. 2014 übernahm sie die Hauptrolle der Alraune in dem gleichnamigen Grusel-Hörspiel, das nach einer Vorlage von Hanns Heinz Ewers inszeniert wurde.
Bohlmann schreibt und inszeniert außerdem Kindertheaterstücke. Zu sehen waren die Stücke unter anderem im Münchner Lustspielhaus, in der Unterfahrt, im Circuszelt bei Lilalu, Theater Dachau, Theater Drehleier, im alten Parlament in Bonn und im Münchner Theater für Kinder.
Seit 2021 schafften es neun ihrer Bücher auf die Spiegelbestsellerliste und zwei zusätzlich auf die Zeit-Leo Bestsellerliste. Der Titel „Du, Papa, ist zehn viel?“ wurde für den Deutschen Kinderbuchpreis 2022 nominiert, und Bohlmann wurde zur Lesekünstlerin 2023. Mit Frau Honig und die Geheimnisse im Kirschbaum wurde Bohlmann mit dem zweiten Platz des deutschen Kinderbuchpreises 2023 ausgezeichnet.
Basierend auf ihrer Kinderbuchreihe entstand 2024 unter der Regie von Mike Marzuk der Film Ein Mädchen namens Willow.

### Privates
Bohlmann ist seit 1993 verheiratet und hat zwei Kinder. Ihre Tochter Paulina Rümmelein ist ebenfalls als Schauspielerin und Synchronsprecherin aktiv.

## Synchronisation (Auswahl)

### Filme
- 1988: Alice als Alice für Kristýna Kohoutová
- 1989: Halloween V – Die Rache des Michael Myers als Jamie Lloyd für Danielle Harris
- 1989: Schöne Bescherung als Ruby Sue Johnson für Ellen Hamilton Latzen
- 1989: Der kleine Prinz von Antoine de Saint-Exupéry als Stimme des kleinen Prinzen
- 1990: Meerjungfrauen küssen besser als Kate Flax für Christina Ricci
- 1990: Kevin – Allein zu Haus als Linnie McCallister für Angela Goethals
- 1992: Kevin – Allein in New York als Linnie McCallister für Angela Goethals
- 1997: Der Hexenclub von Bayonne als Morgane für Vanessa Paradis
- 2002: Harry Potter und die Kammer des Schreckens als Die Maulende Myrte
- 2005: Harry Potter und der Feuerkelch als Maulende Myrte für Shirley Henderson
- 2015: Tinkerbell und die Legende vom Nimmerbiest als Stimme von Rosetta
- 2017: Pokémon – Der Film: Du bist dran als Pikachu[2]
- 2021: Sailor Moon Eternal als Usagi Tsukino/Sailor Moon
- 2024: Sailor Moon Cosmos als Usagi Tsukino/Sailor Moon und Chibi Chibi/Sailor Chibi Chibi

### Serien
- 1988: Anne mit den roten Haaren als Diana Barry
- 1985: Disneys Gummibärenbande als Cubbi (Folge 22–65)
- seit 1991: Die Simpsons als Lisa Simpson
- 1991–1992: Darkwing Duck als Alfred
- 1991: Super Mario Brothers Super Show als Prinzessin Toadstool
- 1992: Georgie als Georgie
- 1995–1996: Sailor Moon als Bunny Tsukino/Sailor Moon (Staffel 1), Diana, Parapara und weitere Nebenrollen
- 1995–1997: Slayers als Amelia
- 1997–2006: Caillou als Rosie
- 1999–2000: Pokémon als Pikachu (Folge 1–51 & 54–57)
- seit 1999: South Park als Kenny McCormick und Ike Broflovski
- 2001: Monster Rancher
- 2001–2002: Shaman King als Millie
- 2004: Sonic X als Cream the Rabbit
- 2007–2015: Phineas und Ferb als Isabella
- 2007: Drawn Together als Ling-Ling
- 2016: Miss Moon als Baby Joe
- 2016–2017: Sailor Moon Crystal als Usagi Tsukino/Sailor Moon
- seit 2023: Kiff als Kiff Chatterley

### Augsburger Puppenkiste
- 2013: Der Zauberer von Oz als Doro
- 2017: Die Bremer Stadtmusikanten als Hase
- 2018: Der Ring des Nibelungen als Flosshilde, Wellgunde und Woglinde
- 2022: Rapunzel als Hexe Frau Gothel

## Videospiele
- 2004: Samurai Warriors als Oichi und Okuni
- 2005: Legend of Kay als Su Ling
- 2012: Borderlands 2 als Tiny Tina
- 2017: South Park: Die rektakuläre Zerreißprobe als Kenny McCormick
- 2019: Borderlands 3 als Tiny Tina
- 2022: Tiny Tina’s Wonderlands als Tiny Tina
- 2024: South Park: Snow Day! als Kenny McCormick

## Filmografie
- 1992: Vera Wesskamp (Fernsehserie, 3 Folgen)
- 1992–1997, 2000–2004: Marienhof (Fernsehserie, 1562 Folgen)
- 1993: Der Alte (Fernsehserie, 1 Folge)
- 1993: Mit Leib und Seele (Fernsehserie, 8 Folgen)
- 1994: Happy Holiday (Fernsehserie, 1 Folge)
- 1994: Ein Bayer auf Rügen (Fernsehserie, 1 Folge)
- 1995: Ein Richter zum Küssen
- 1997: Hotel Mama – Die Rückkehr der Kinder
- 1999: Einfach raus
- 1999–2009: Unser Charly (Fernsehserie, 2 Folgen, verschiedene Rollen)
- 2008: Um Himmels Willen (Fernsehserie, 1 Folge)
- 2025: Ein Mädchen namens Willow

## Bücher (Auswahl)
- 2004: Ein Löffelchen voll Zucker … und was bitter ist, wird süß! Das Mary Poppins-Prinzip, Egmont VGS, ISBN 978-3-8025-1642-9
- 2015: Das Leben ist (k)ein Wunschkonzert, Planet! ISBN 978-3-522-50466-9
- 2015: Die Geschichte vom kleinen Siebenschläfer, der nicht einschlafen konnte, Thienemann Verlag, ISBN 978-3-522-43786-8
- 2016: Wie ich Fräulein Luise entführte und mit ihr eine geheime Reise unternahm, Planet!, ISBN 978-3-522-50526-0
- 2016: Die Geschichte vom kleinen Siebenschläfer, der nicht aufwachen wollte, Thienemann, ISBN 978-3-522-45813-9
- 2017: Frau Honig 1: Und plötzlich war Frau Honig da, Planet!, ISBN 978-3-522-50545-1

- 2017: Die Geschichte vom kleinen Siebenschläfer, der nicht einschlafen konnte, Thienemann, ISBN 978-3-522-45842-9
- 2018: Die Geschichte vom kleinen Siebenschläfer, der seine Schnuffeldecke nicht hergeben wollte, Thienemann, ISBN 978-3-522-45884-9
- 2018: Das ist noch nicht gemütlich, Thienemann-Esslinger, ISBN 978-3-522-45891-7
- 2019: Frau Honig und das Glück der kleinen Dinge, Planet!, ISBN 978-3-522-50628-1
- 2019: Adele möchte die Welt umarmen, Loewe, ISBN 978-3-7432-0296-2
- 2019: Die Geschichte vom kleinen Siebenschläfer, der grummelig sein wollte, Thienemann, ISBN 978-3-522-45909-9
- 2019: Eine Schnuffeldecke voll Gute-Nacht-Geschichten, Thienemann, ISBN 978-3-522-18533-2
- 2019: Gleich ist alles wieder gut, Thienemann-Esslinger, ISBN 978-3-522-45910-5
- 2020: Frau Honig und die Schule der Fantasie, Planet!, ISBN 978-3-522-50679-3
- 2020: Ein Mädchen namens Willow, Planet!, ISBN 978-3-522-50664-9
- 2020: Die Geschichte vom kleinen Siebenschläfer, der überhaupt keine Angst im Dunkeln hatte, Thienemann, ISBN 978-3-522-45928-0
- 2019: Adele möchte die Welt umarmen (Band 1), Loewe, ISBN 978-3-7432-0296-2
- 2020: Die wundersamen Kinder des Herrn Tatu, Planet! ISBN 978-3-522-50692-2
- 2020: Adele und der beste Sommer der Welt (Band 2), Loewe, ISBN 978-3-7432-0297-9
- 2020: Ein Mädchen namens Willow – Flügelrauschen, Planet!, ISBN 978-3-522-65467-8
- 2020: Eine Pudelmütze voll Gute-Nacht-Geschichten, Thienemann, ISBN 978-3-522-18553-0
- 2020: Wie geht der Schluckauf wieder weg? Thienemann – Esslinger, ISBN 978-3-522-45939-6
- 2021: Adele und der weltbeste Geheimclub, Loewe, ISBN 978-3-7432-0298-6
- 2021: Adele und das Haustierhaus, Loewe, ISBN 978-3-7432-0298-6
- 2021: Adele malt die Welt bunt (Band 4), Loewe, ISBN 978-3-7432-1099-8
- 2021: Frau Honig – wenn der Wind weht, Planet!, ISBN 978-3-522-50700-4
- 2021: Ein Mädchen namens Willow – Waldgeflüster, Planet!, ISBN 978-3-522-50723-3
- 2021: Ein Lichterwald voller Weihnachtsgeschichten, Thienemann, ISBN 978-3-522-18554-7
- 2021: Du, Papa, ist zehn viel? ars edition, ISBN 978-3-8458-4114-4
- 2022: Adele und das Haustiergeheimnis (Band 5), ISBN 978-3-7432-1100-1
- 2022: Frau Honig und die Magie der Wörter, Planet!, ISBN 978-3-522-50744-8
- 2022: Der kleine Siebenschläfer, Die Geschichte vom kleinen Siebenschläfer, der seine Schnuffeldecke verloren hatte, Thienemann, ISBN 978-3-522-45991-4
- 2022: Das Leben ist kein Wunschkonzert, Planet!, ISBN 978-3-522-50466-9
- 2022: Der kleine Siebenschläfer kommt in die Schule, Thienemann-Esslinger, ISBN 978-3-522-18592-9
- 2022: Fantasie lässt dich fliegen, Thienemann – Esslinger, ISBN 978-3-522-45981-5
- 2022: Für Wehwehchen aller Art, hilft ihr Doktor Ziegenbart, Thienemann-Esslinger, ISBN 978-3-522-46011-8
- 2022: Du, Mama, wie weit ist die Welt?, ars edition, ISBN 978-3-8458-4828-0
- 2023: Frau Honig 7: Frau Honig und die Geheimnisse im Kirschbaum, Planet!, ISBN 978-3-522-50791-2
- 2023: Ein Mädchen namens Willow – Nebeltanz, Planet!, ISBN 978-3-522-50748-6
- 2023: Der kleine Siebenschläfer – Das machen wir im Frühling, Thienemann, ISBN 978-3-522-18624-7
- 2023: Der kleine Siebenschläfer – wer hat sich da versteckt, Thienemann-Esslinger, ISBN 978-3-522-46031-6
- 2023: Die Liebe wohnt auf Wolke 7, Loewe Verlag, ISBN 978-3-7432-1110-0
- 2024: Der kleine Siebenschläfer: Ich freue mich auf die Schule!, Thienemann Verlag, GTIN 4049985004944
- 2024: Der kleine Siebenschläfer: Ein Rucksack voller Waldgeschichten, Thienemann Verlag, ISBN 978-3-522-18634-6
- 2024: Der kleine Siebenschläfer: Bringst du mich ins Bett? Pappbilderbuch. Thienemann Verlag, ISBN 978-3522460637
- 2024: Das Bilderbuchfest – Wir feiern unsere besten Geschichten, Thienemann Verlag, ISBN 978-3-522-46062-0
- 2024: Willkommen bei den Grauses 1: Wer ist schon normal?, Planet!, ISBN 978-3-522-50828-5
- 2024: Flusskind – Millilu und das Blubbern von Mut, Planet!, ISBN 978-3-522-50825-4
- 2024: Frau Honig 1: Und plötzlich war Frau Honig da, kolorierte Schmuckausgabe, ISBN 978-3-522-50827-8
- 2024:  Frau Honig rettet ein bisschen die Welt
- 2025: Willkommen bei den Grauses 2: Freunde finden für Anfänger, Planet! in der Thienemann-Esslinger Verlag GmbH, ISBN 978-3-522-50840-7

## Hörbücher (Auswahl)
- 2009: Beatrix Gurian: Prinzentod, Arena Audio, ISBN 978-3-401-26215-4
- 2014: Antje Herden: Julia und die Stadtteilritter (gemeinsam mit Johannes Raspe), audio media Verlag, ISBN 978-3-86804-366-2
- 2015: Das Leben ist (k)ein Wunschkonzert. Hörbuch gelesen von der Autorin, audio media Verlag, ISBN 978-3-95639-002-9
- 2022: Wenn der Wind weht (Frau Honig 3), Hörbuch Hamburg & BookBeat, ISBN 978-3-7456-0333-0 (Autorenlesung)
- 2024: Wer ist schon normal? (Willkommen bei den Grauses 1), Hörbuch Hamburg & Audible, ISBN 978-3-7456-0489-4 (Autorenlesung)
- 2024: Frau Honig rettet ein bisschen die Welt